# Trimūrti
Pour le film, voir Trimurti (film, 1995).

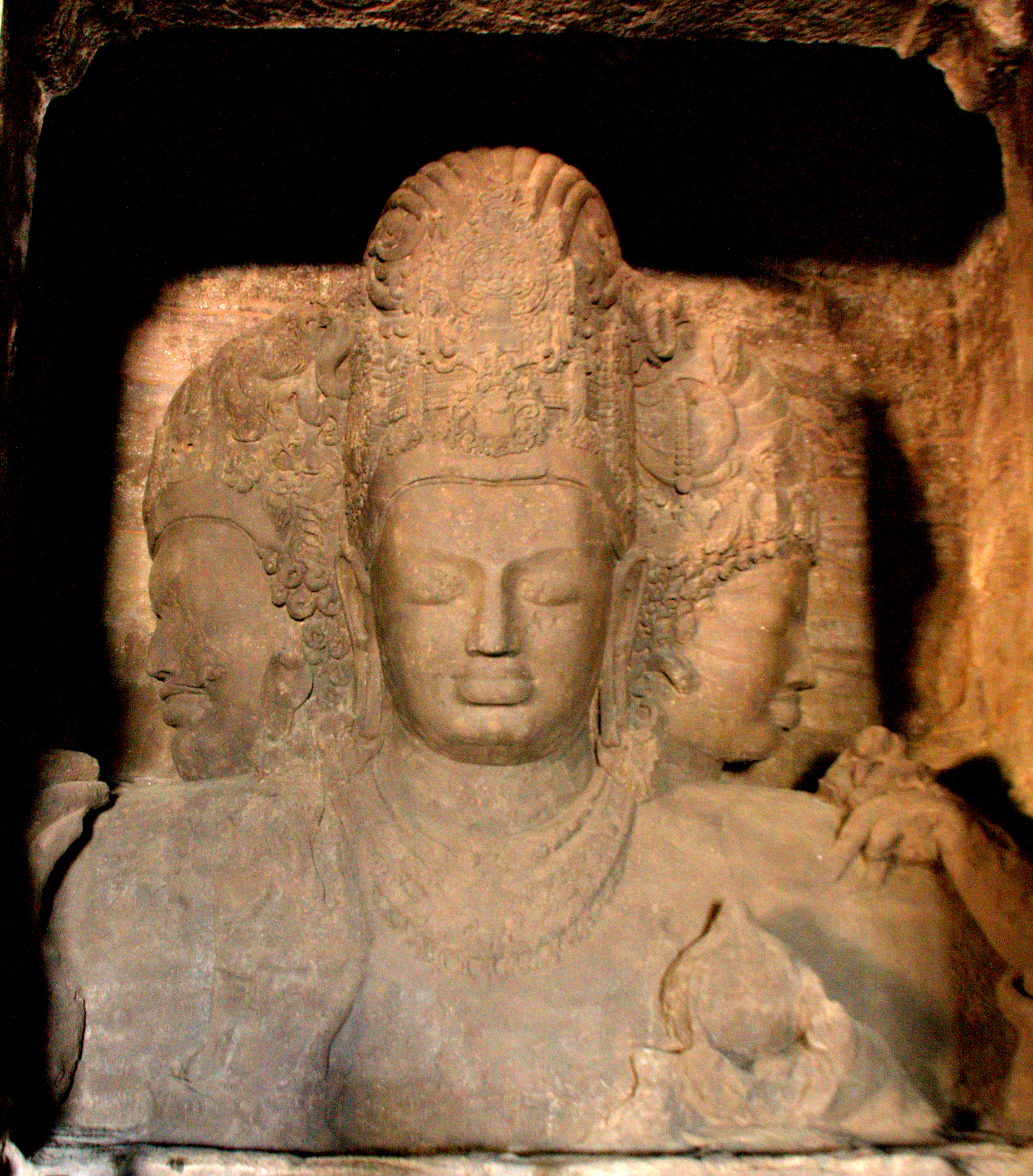
Shiva Mahadeva tricéphale. Grotte n° 1 de l'île d'Éléphanta proche de Bombay.

Dans l'hindouisme, la Trimūrti (devanagari : त्रिमूर्ति), trois formes en sanskrit) est la partie manifestée de la divinité suprême qui se fait triple pour présider aux différents états de l'univers.
Les dieux Brahmâ, Vishnou et Shiva (ou Rudra, une forme terrible de Shiva) symbolisent respectivement la création, la préservation et la destruction. Dans le shivaïsme, ils sont perçus comme des émanations de Shiva en tant que divinité suprême non manifestée et donc non représentable.
D'après le Veda, la Trimūrti succède à celle formée par Agni, Vâyu et Sûrya, les trois aspects du Feu sacrificiel.

## Iconographie
La Trimūrti est représentée soit par les dieux Brahmâ, Vishnou et Shiva assis ou debout côte à côte, soit par les têtes de ces trois divinités réunies sur un seul corps. On peut aussi leur trouver associé leur parèdre (leur épouse) symbolisant l'énergie inconsciente active, le mouvement, tandis qu'eux représentent la conscience passive. Ainsi Lakshmi complète Vishnou (la prospérité, Lakshmī, est conditionnée par la préservation), couple qui se trouve mutuellement complété par celui de la Shakti (soit Pârvatî-Kâlî-Durgâ) et Shiva (l'énergie inconsciente féminine complétant la conscience masculine), et enfin par celui de Sarasvatî (la connaissance, Sarasvati, étant nécessaire à la création) et de Brahmâ.

## Trimūrti et Trinité

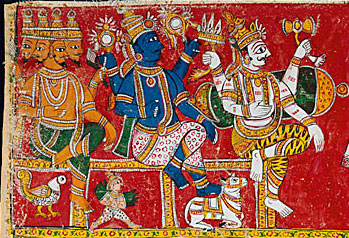
Brahma, Vishnu et Shiva, Histoire des sages Markandeya et Bhavana, détail d'une aquarelle sur tissu (1850-1900), Andhra Pradesh, LACMA.

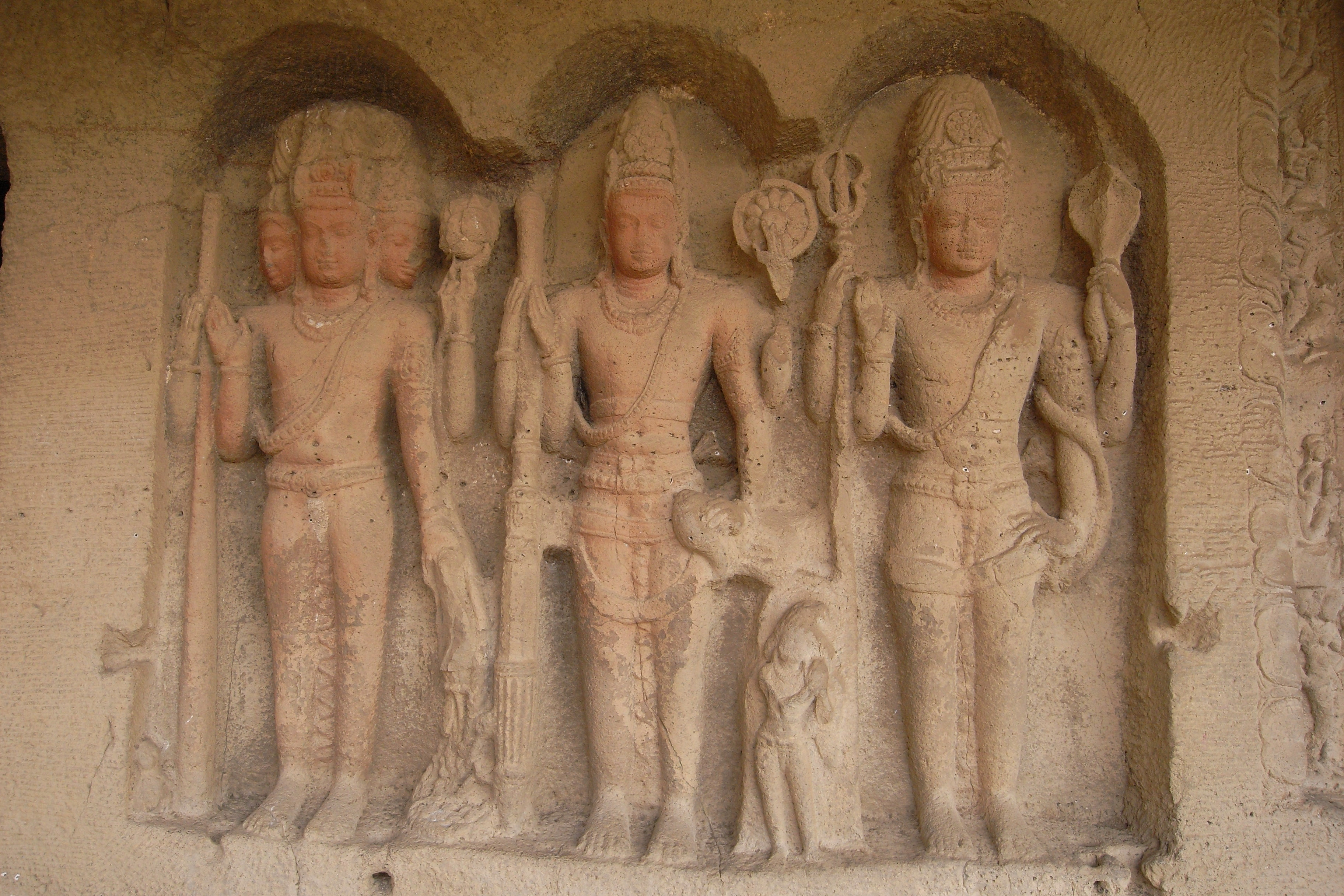
Trimūrti, relief des grottes d'Ellorâ dans le Maharashtra.

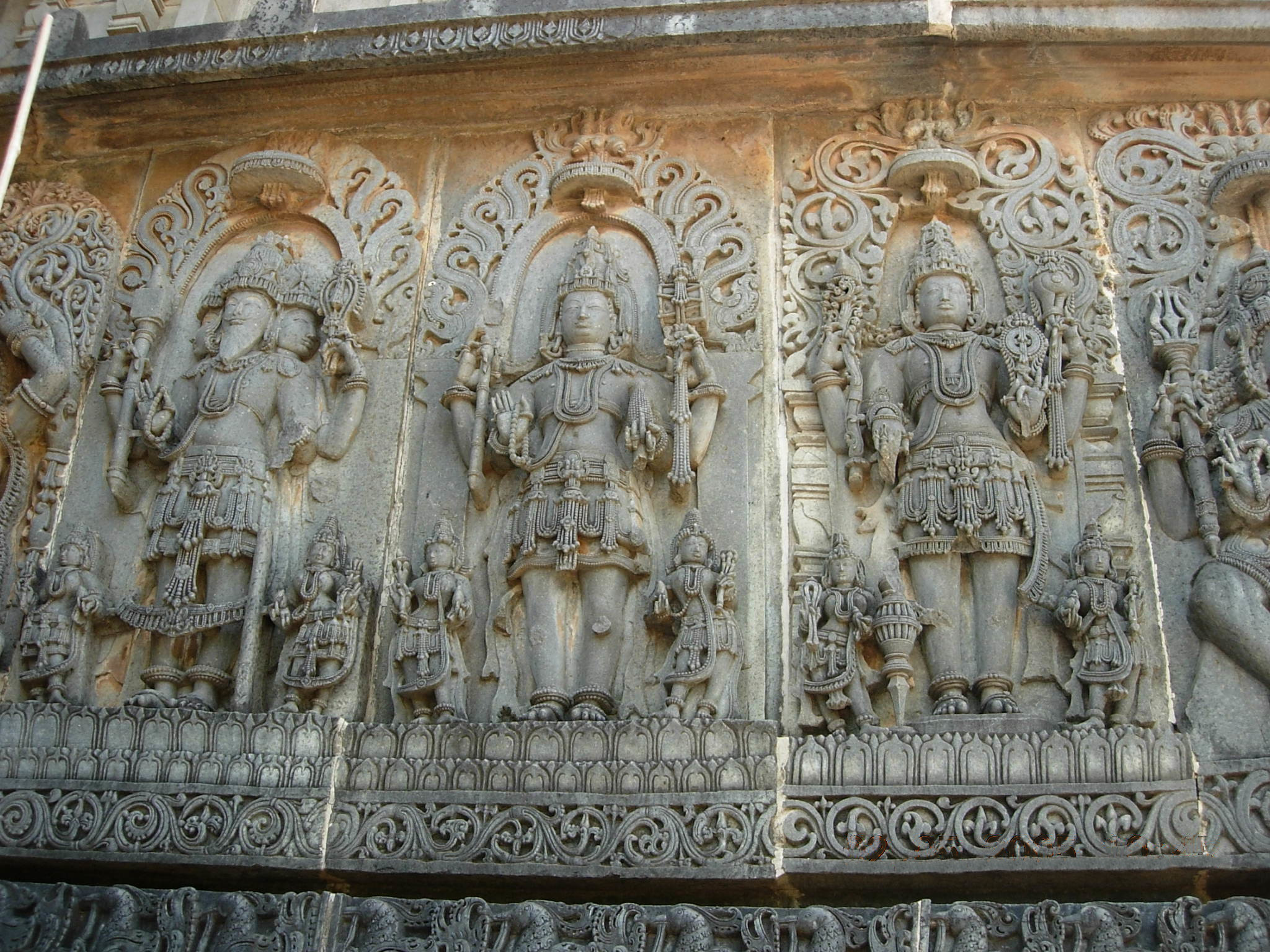
Brahmâ, Shiva et Vishnou.
Trimūrti sur un mur du temple de Hoysaleśvara à Halebid (Karnataka).

D'après l'indianiste français Alain Daniélou, la Trinité chrétienne ne serait pas sans rapport avec la Trimūrti, les conceptions philosophiques hindoues étant connues du monde grec au début de notre ère. La ville d'Alexandrie accueillait d'ailleurs une communauté indienne, et des témoignages grecs sur le culte vishnouite du IIe siècle av. J.-C. existent (dont celui d'Héliodoros, fils de Dion). Selon cette interprétation, Dieu le père, le procréateur, est à rapprocher de Shiva, le dieu se substituant à son organe de création, le lingam. Vishnou serait alors Dieu le fils, descendant sur la terre sous forme d'avatar. On trouve d'ailleurs un certain nombre de similitudes ou ressemblances entre Krishna et les autres avatars avec le Christ, comme on en trouve d'ailleurs avec certains héros grecs, Krishna et Achille meurent d'ailleurs de la même façon, une flèche dans le talon. Ces similitudes entre Jésus et Krishna ont fait l'objet d'étude par des auteurs comme Gerald Massey (1828–1907) ou le quaker Kersey Graves (en) (1813-1883), et d'autres encore.  
Cela dit, la comparaison avec la Trinité chrétienne est à la fois imparfaite et contestée car la pensée analogique n'offre aucune garantie intellectuelle et scientifique; de plus les hindous ont tendance à privilégier pour les uns Shiva, pour les autres Vishnou, explique Arthur Llewellyn Basham (en). En outre, l'hypothèse de l'influence chrétienne peut être contestée du point de vue historique, puisque la réforme qui marque le passage du védisme à l'hindouisme date du IVe ou du IIIe siècle av. J.-C., même si elle ne s'est imposée largement que plus tard. Pour Wilhelm Schmidt comme pour Max Müller [réf. nécessaire], les influences entre hindouisme et christianisme, si elles ont eu lieu dans une moindre mesure, ne sont apparues que tardivement.